# عبدالعزیز الانصاری
عبدالعزیز الانصاری (عربی: عبد العزيز الأنصاري؛ زادهٔ ۱۹ فوریهٔ ۱۹۹۲) یک بازیکن فوتبال اهل قطر است.

## باشگاهی
از باشگاه‌هایی که در آن بازی کرده‌است می‌توان به السد، الخریطیات، و اوپان اشاره کرد.

## تیم ملی
وی همچنین در تیم‌های ملی فوتبال Qatar U-17 تیم ملی فوتبال زیر ۲۳ سال قطر بازی کرده است.